# Língua sakao
Sakao é uma das Línguas Santo, subgrupo das Línguas oceânicas. É falada no “chifre” norte de Espírito Santo (ilha), Vanuatu. Seu nome vem da pequena ilha Sakao do litoral nordeste de “Espírito Santo’’, oposta a Port-Olry. Porém, esse não é nome nativo da ilha, que é chamada Laðhi pelos falantes de Sakao. Acredita-se que há muito tempo um explorador tenha perguntado a um guia não falante de “sakao” o nome do local. O guia respondeu "sakao", que significa “recife de corais” em muitas Línguas austronésias.

## Dialetos
Sakao sofreu muitas inovações e reduções fonológicas, que a fizeram totalmente ininteligível para os falantes das línguas correlatas da vizinha Espírito Santo. Aqui se compara Sakao com sua mais próxima correlata, a língua Tolomako:
|           | sakao | tolomako |
| --------- | ----- | -------- |
| "piolho"  | nøð   | na ɣutu  |
| "galinha" | nɔð   | na toa   |
| "quatro"  | jɛð   | βati     |
| "soprar"  | hy    | suβi     |

Os dois principais dialetos do Sakao são o do Norte, ou de Port-Olry, e o do Sul, de Hog-Harbour *O dialeto Sul é o mais conservativo dos dois, tyendo como característica a perda de vogais pré e pós tônicas, resultando em conjuntos de consoantes não suais nas Línguas oceânicas
- O dialeto norte é caracterizado pelo uso extensivo de vogais epênticas, as quais adquiriram “status” fonêmico, o que resulta ainda que superficialmente numa harmonia de vogais; a perda do 'n' inicial dos substantivos, com exceção dos substantivos monossílabos (ficando esse “n” como um reflexo do artigo comum Austronésio, que se funde com os substantivos em Sakao); e a mudança para ditongo de algumas vogais finais das palavras.

Assim, por exemplo, temos em Port-Olry /œmœɣœɛ/ "fog, neblina" que equivale ao Harbour /nmɣœ/. 
Exceto onde indicado, todos exemplos apresentados são do dialeto Norte, de Port-Olry.

## Número
Como em “Tolomako”, Sakao distingue 4 números em seus pronomes pessoais. Não são, porém, t singular, dual, trial, plural, mas singular, dual, paucal, plural. O “paucal” do Sakao deriva do Tolomako γire-tolu "eles três", em Sakao jørðœl "eles, de três a dez" (ðœl é regularmente derivável do “tolu”). Alguns dizem que o Sakao jørðœl løn significa  "cinco deles" que, etimologicamente é, "eles três, cinco."
Os substantives não variam em número, com exceção das palavras de parentescos, membros da família, onde se distingue Singular e Plural: ðjœɣ "minha mãe (ou tia)," rðjœɣ "minhas tias;" walðyɣ "meu filho (a)" raalðyɣ "meus filhos (as)." De modo similar os os demonstrativos (pronomes, adjetivos, locativos): wa "este,"  warɨr "estes;" aðœŋœn mam "essa pessoa," aðœŋœn mamɨr "essas ´pessoas;" ðað "aqui," ðaðɨr "em muitos locais aqui próximos."

## Fonologia
|              | front não arredondada | frontal arredondada | posterior arredondada |
| ------------ | --------------------- | ------------------- | --------------------- |
| fechada      | i                     | y                   | u                     |
| close mid    | e                     | ø                   | o                     |
| aberta média | ɛ                     | œ                   | ɔ                     |
| aberta       | a                     |                     | ɒ                     |

| Além disso, Sakao tem uma vogal fechada /ɨ/, a qual não é especificada como sendo arredondada ou não, nem como frontal ou posterior, e é sempre não tônica. Também há dois ditongos /œɛ, ɒɔ/, enquanto que Tolomako as tem.. |

|                | labial | alveolar | palatal | velar | glotal |
| -------------- | ------ | -------- | ------- | ----- | ------ |
| nasal          | m      | n        |         | ŋ     |        |
| plosiva        | p      | t        |         | k     |        |
| fricativa      | β      | ð        |         | ɣ     | h      |
| vibrante       |        | r        |         |       |        |
| vibrante surda |        | r̥        |         |       |        |
| aproximante    | w      | l        | j       |       |        |

| Além disso, as consoantes Sakao podem ser longas ou curtas /œβe/ "tambor", /œββe/ "cama" |

Não é claramente perceptível se Sakao apresenta sílabas ou não; ou seja, se é ou não possível dividir uma palavras Sakao em sílabas significativas. Se assim for, as sílabas Sakao aparecem como V (vogal ou ditongo) cercada por  qualquer quantidade de consoantes: V /i/ "Vós", CCVCCCC (?) /mhɛrtpr/ "tendo cantado e parado de canrar, VÓS, mantiveste silêncio" [m- 2ª pers., hɛrt "cantar, -p; perfeito; contínuo.

## Deixis
Sakao apresente sete graus de deixis pronominal. 

## Substantivos
Sakao tem substantives “inalienavelmente possuídos (um a outro)”, muitos dos quais apresentam declinações irregulares. 
| Sakao    | Português          |
| -------- | ------------------ |
| œsɨŋœ-ɣ  | "minha boca"       |
| œsɨŋœ-m  | "vossa boca"       |
| ɔsɨŋɔ-n  | "boca dele(a)"     |
| œsœŋ-... | "boca.. de alguém" |

| Sakao   | Portugues          |
| ------- | ------------------ |
| uly-ɣ   | "meu cabelo"       |
| uly-m   | "vosso cabelo"     |
| ulœ-n   | "cabelo dele(a)"   |
| nøl-... | "cabelo…de alguém" |

Aqui "boca" é variável œsɨŋœ-, ɔsɨŋɔ-, œsœŋ- e "cabelor" varável uly-, ulœ-, nøl-.

## Sintaxe
Sakao tem um sufixo -ɨn que aumentam a “valência” de um verbo, fazendo com que verbos Intransitivos se tornem Transitivos e também com que verbos transtivos fiquem Bitransitivos. Neste último caso, um dos argumentos é o objeto direto e o outro um instrumento; a ordem das palavras que formam os argumentos é livre, deixando que o contexto faça a desambiguação.
Mɨjilɨn ara amas.
| mɨ-jil-ɨn                                          | a-ra | a-mas |
| Ele (ela) atinge (verbo transtivo) porco - porrete |      |       |
"Ele (ela) atinge o porco com um porrete"
Poderia ser também mɨjilɨn amas ara.
A estratégia Sakao envolve uma sintaxe polissintética, uma oposição a sintaxe isolada da suas língua vizinha Tolomako. Por exemplo, a palavra “porco” acima poderia ter sido incorporada ao verbo, deixando um único argumento externo: 
Mɨjilrapɨn amas.
| mɨ-jil-ra-p-ɨn                                       | a-mas |
| Ele (ela) atinge porco – aspecto perfeito - porrete. |       |
A polissíntese do Sakao polysynthesis também pode envolver verbos compostos, cada com seu instrumento ou objeto:: 
Mɔssɔnɛshɔβrɨn aða ɛðɛ     (or: ɛðɛ aða)
| mɔ-sɔn-nɛs-hɔβ-r-ɨn                                                        | a-ða | ɛ-ðɛ |
| Ele (ela) acerta no peixe segue - aspecto continuo - arco (e flecha) - mar |      |      |
"Ele segue (andando) ao longo da praia (mar) atirado no peixe com um arco"
Aqui aða "o arco" é o instrumental de sɔn "atingir", e ɛðɛ "o mar" é o objeto direto de hoβ "seguir", as quais caso estejam combinadas num único verbo, são marcados como “bitransitivo” pelo sufixo -ɨn. Isso porque sɔn "atingir" tem uma incorporação do substantivo nɛs "peixe" e ocorre a geminação da primeira consoante para  ssɔn; ssɔn-nɛs, sendo parte de uma palavras, se reduz a ssɔnɛs. 